# Och, baby
Och, baby lub Maluchy spod ciemnej gwiazdki (ang. Oh, Baby) – kanadyjska komedia przygodowa z 2001 roku, której głównymi bohaterami jest dwójka dwuletnich dzieci Tina i Billy. Próbują one połączyć ze sobą swoich rodziców, przy okazji dając w kość dwóm opryszkom i babci Winchester prowadzącej żłobek.
Film emitowany jest w Polsce w telewizji Disney Channel, a wcześniej także w Jetix i Jetix Play.

## Obsada
- Harry Hamlin – Chad Norris
- Lisa Rinna – Michelle Grant
- Frances Bay – Maggie Winchester
- Dave Nystrom – Ed
- Michael Roberds – Wendell
- Lisa Calder – Gwen
- Adam Harrington – Doug

i inni

## Wersja polska
Opracowanie i udźwiękowienie wersji polskiej: na zlecenie Fox Kids – Studio Eurocom

Reżyseria: Andrzej Precigs

Dialogi: Berenika Wyrobek

Dźwięk i montaż: Jacek Kacperek

Kierownictwo produkcji: Marzena Wiśniewska

Udział wzięli:
- Agnieszka Kunikowska – Tina
- Jarosław Domin – Billy
- Cynthia Kaszyńska – Michelle
- Artur Kaczmarski – Chad
- Robert Tondera – Ed
- Cezary Kwieciński – Wendell
- Joanna Jędryka – Babcia Winchester
- Jacek Kopczyński – Doug
- Aleksandra Rojewska – Gwen
- Paweł Szczesny
- Mieczysław Morański
- Mirosława Niemczyk
- Andrzej Precigs